# Paridactus nigrosignatus
Paridactus nigrosignatus là một loài bọ cánh cứng trong họ Cerambycidae.